# Livregementet till häst (det yngre)
Livregementet till häst (K 1) var ett kavalleriförband inom svenska armén som verkade åren 1928–1949. Förbandsledningen var förlagd i Stockholms garnison i Stockholm. Regementet var en del av Kungl. Maj:ts Liv- och Hustrupper.

## Historia
Det nya Livregementet till häst (K 1) bildades den 1 januari 1928 genom en sammanslagning av Livgardet till häst (K 1) och Livregementets dragoner (K 2). Regementet hade sina anor från två olika spår. Livgardet till häst (K 1) vilka härstammar från Finska lätta dragonkåren, samt Livregementets dragoner (K 2) vilka härstammar från det äldre Livregementet till häst. Vid organiseringen av det nya regementet så skulle de båda gamla regementena sätta upp fyra halva skvadroner var. Således kom Livregementet till häst sedermera att bestå av tre ordinarie ryttarskvadroner och 1 skvadron som ansvarade för "teknisk tjänst" det vill säga främst signaltjänst och kulsprutetjänst. Den sistnämnda kom dock mot 1930-talets slut att bli en pansarbilsskvadron. Gällande hästarna så skulle varje regemente lämna 260 befälshästar och stamhästar till det nya regementet, 40 hästar skulle överföras till andra förband och staber samt 175 hästar överföras till reserven. Därutöver skulle 100 av hästarna försäljas och ett okänt antal slaktades. Regementet var fördelningskavalleriregemente i IV. arméfördelningen i Stockholm.
Inför försvarsbeslutet 1948 föreslog 1945 års försvarskommittén att armén skulle reduceras med två kavalleriregementen, däribland Livregementet till häst. Regeringens förslag till riksdagen innehöll dock endast ett kavalleriregemente som föreslogs att avvecklas, Livregementet till häst, samt ersättas av en mobiliseringscentral. Att Livregementet till häst föreslogs avvecklas var att försvarskommittén ansåg att regementet hade dåliga utbildningsmöjligheter genom långa avstånd till lämplig övningsterräng. Regementets sekundchef ansåg dock att det medförde utomordentligt värdefull marschvana och marschträning för regementet. Riksdagen antog regeringens förslag med att regementet skulle avvecklas, dock fastställdes inte något datum för när regementet skulle avvecklas. Utan blev ett beslut som sköts framåt i väntan på en ny utredning. Det beroende på vart mobiliseringscentralen skulle förläggas till, Stockholm eller Ridskolan i Strömsholm. Om mobiliseringscentralen förlades till Strömsholm, skulle även Ridskolans övningstrupp utökas till en reducerad skvadron. Vid Stockholmsalternativet skulle en skvadron ur Livregementet till häst behållas. Vidare skulle även utredning föreslå alternativ till vad det etablissement som Livregementet till häst lämnade skulle användas till.
Vid 1949 års riksdag föreslog regeringen för riksdagen att den skvadron som antingen skulle förläggas till Stockholm eller Strömsholm, skulle förläggas till Stockholm och benämnas Livgardesskvadronen. Till skvadronen skulle även en musikår från Livregementet till häst anslutas. Vidare beslutade riksdagen, efter regeringens förslag, att Livregementet till häst skulle avvecklas i tre etapper. Den 31 mars 1949 skulle den första avvecklingsperioden vara avslutad, då även regementets stamhästbestånd skulle vara avvecklat. Av den åldersklass som skulle påbörja sin värnpliktsutbildning 1949, skulle enbart 75 män inkallas för utbildning vid den skvadron, som senare skulle utgöra Livgardesskvadronen. Den andra etappen av avvecklingen skulle pågå den 1 april–den 30 september 1949, varvid Livgardesskvadronen och Stockholms stabskompani skulle ingå i Livregementet till häst. Den 1 juli 1949 överlämnades kasernförvaltningen till IV. militärbefälsstaben. Från den 1 oktober 1949 verkade regementet helt som en avvecklingsorganisation fram till den 1 juli 1950, då det enda som återstod av regementet var Livgardesskvadronen med ansluten musikkår och Ridskolans mobiliseringscentral.

## Verksamhet
Nedan beskrivs kortfattat dygnsrutinerna på regementet under en vardag 1932.

- Kl. 05:00, Revelj (på vinterhalvåret 05:30)
- Kl. 05:30 c.a, Morgonrykt
- Kl. 06:30, Första frukost
- Kl. 07:00 c:a, Avlämning till skvadronchefen, sjukvisitation
- Efter ovanstående, Övningar
- Kl. 11:30, Andra frukost
- Fler övningar
- Hästvård
- Kl. 18:00, Middag
- Kl. 21:00, Tapto
- Kl. 21:30, Tystnad

### Personal
Regementets personalkår skulle enligt 1925 års försvarsbeslut bestå av en överste, två överstelöjtnant/major, sju ryttmästare, 13 löjtnanter, fem underlöjtnanter/fänrikar, fem fanjunkare, nio sergeanter, fem furirer av 1:a klass, 18 furirer av 2:a klass, 23 korpraler, 180 meniga volontärer samt 140 värnpliktiga soldater. Utöver detta fanns dessutom de så kallade beställningsmännen, fjorton man i sjukvårds-, hovslagar- och vapentjänst, samt en musikkår om en musikdirektör, en musikfanjunkare, två musiksergeanter, tre musikfurirer, två musikkorpraler och tre musikvolontärer.

### Krigsorganisation
Livregementet till häst var som sina föregångare fördelningskavalleriregemente. Nedan följer regementes beredskap i krigsorganisationen enligt olika krigsorganisationer åren 1928–1941. Enligt 1928 års krigsorganisation för kavalleriet så skulle regementet i krigsorganisationen sätta upp ett fältregemente (K 1) som skulle tillhöra IV. arméfördelningen, och en kavallerikår (K 21) som skulle tillhöra 24. brigaden. I och med 1925 års försvarsbeslut upplöstes Kavallerifördelningen. Och enligt 1937 års krigsorganisation, som var en provisoriska organisation, återkom den dock på sätt och viss genom 1. kavalleribrigaden som var ett resultat av de på förslag av regementets sekundchef överste Henry Peyron genomförda försöken med pansarbil- och motorenheter. Med denna kom också kavalleribataljonerna. Regementet skulle nu mobilisera ett fältregemente, som skulle ingå i kavalleribrigaden samt IV. kavalleribataljonen. 
Med 1940 års övergångsorganisation, så upphörde regementet som fältregemente, för att istället mobilisera som 1. kavalleribrigadstaben till Kavalleribrigaden, som nu blivit 1. kavalleribrigaden. Till denna skulle man även mobilisera I. kavaleribilbataljonen. Man skulle fortfarande sätta upp IV. kavalleribataljonen men nu tillkom även II. kavalleribataljonen. Med 1941 års krigsorganisation så skulle man utöver IV. kavalleribataljonen, även regementet delvis mobilisera VIII. kavalleribataljonen (senare XIII. kavalleribataljonen), och IX. kavalleribataljonen (senare XIV. kavalleribataljonen).

## Förläggningar och övningsplatser

### Förläggning
Livregementet till häst förlades till de kaserner som tidigare disponerades av Livgardet till häst. Kasernerna uppfördes 1897, och byggdes efter 1892 års härordnings byggnadsprogram, samt ritade av Erik Josephson. När regementet avvecklades 1949, övertogs kasernområdet av Livgardesskvadronen, som via Livgardets dragoner var förlagda på området fram till den 30 juni 2000. Etablissementet kom även att utnyttjas för IV. militärbefälsstaben, kommendantsstaben i Stockholm, Ridskolans mobiliseringscentral, Stockholms stabskompani, frivilliga försvarsorganisationer, arméledningens stamhästgrupp samt förrådsverksamhet. Sedan den 1 juli 2000 är delar ur Livgardet förlagda på delar av kasernområdet.

### Övningsplatser
Regementet övade på Norra Djurgården, Järvafältet och senare vid Kungsängen.

### Detachement
Den 1 oktober 1938 tillkom en kavalleriskvadron (K 4 B) ur Norrlands dragonregemente (K 4), vilken var detacherad till Bodens garnison.

## Heraldik och traditioner
I samband med att Livregementet till häst bildades den 1 januari 1928, tilldelades regementet en ny fana, vilken överlämnades av kung Gustav V den 16 juni 1928. Vidare kom regementet att föra vidare Livgardets till häst (K 1) och Livregementets dragoners (K 2) traditioner. Regementets högtidsdag var 4 december, som minne till Slaget vid Lund den 4 december 1676.

## Förbandschefer
Av arméns rulla framgick att "Konungen har själv i nåder antagit chefskapet över detta dess Livregemente till häst" således var konung Gustaf V den enda regementschefen. I konungens frånvaro sköttes dock regementet av en sekundchef.

### Sekundchefer
- 1928–1930: Göran Gyllenstierna af Lundholm
- 1930–1935: Rickman von der Lancken
- 1935–1937: Archibald Douglas
- 1937–1940: Henry Peyron
- 1940–1947: Carl-Axel Torén
- 1947–1949: Carl Henrik Wrede af Elimä

### Krigsförbandschefer
Under andra världskriget satte regementet upp sammanlagt fyra bataljoner och en kavalleribrigadstab. Chef över dessa var: IV. kavalleribataljonen: överstelöjtnant H. G:son Lagercrantz, VIII. kavalleribataljonen: major H. Fock (K 3), XIII. kavalleribataljonen: H.K.H. överstelöjtnanten Prins Gustaf Adolf och XIV. kavalleribataljonen: Ryttmästare G. F:son Burman.

## Namn, beteckning och förläggningsort
| Kungl. Livregementet till häst | 1928-01-01 | – | 1949-09-30 |
| Avvecklingsorganisation        | 1949-10-01 | – | 1950-06-30 |

| K 1 | 1928-01-01 | – | 1949-09-30 |

| Stockholms garnison (F) | 1928-01-01 | – | 1950-06-30 |

## Galleri

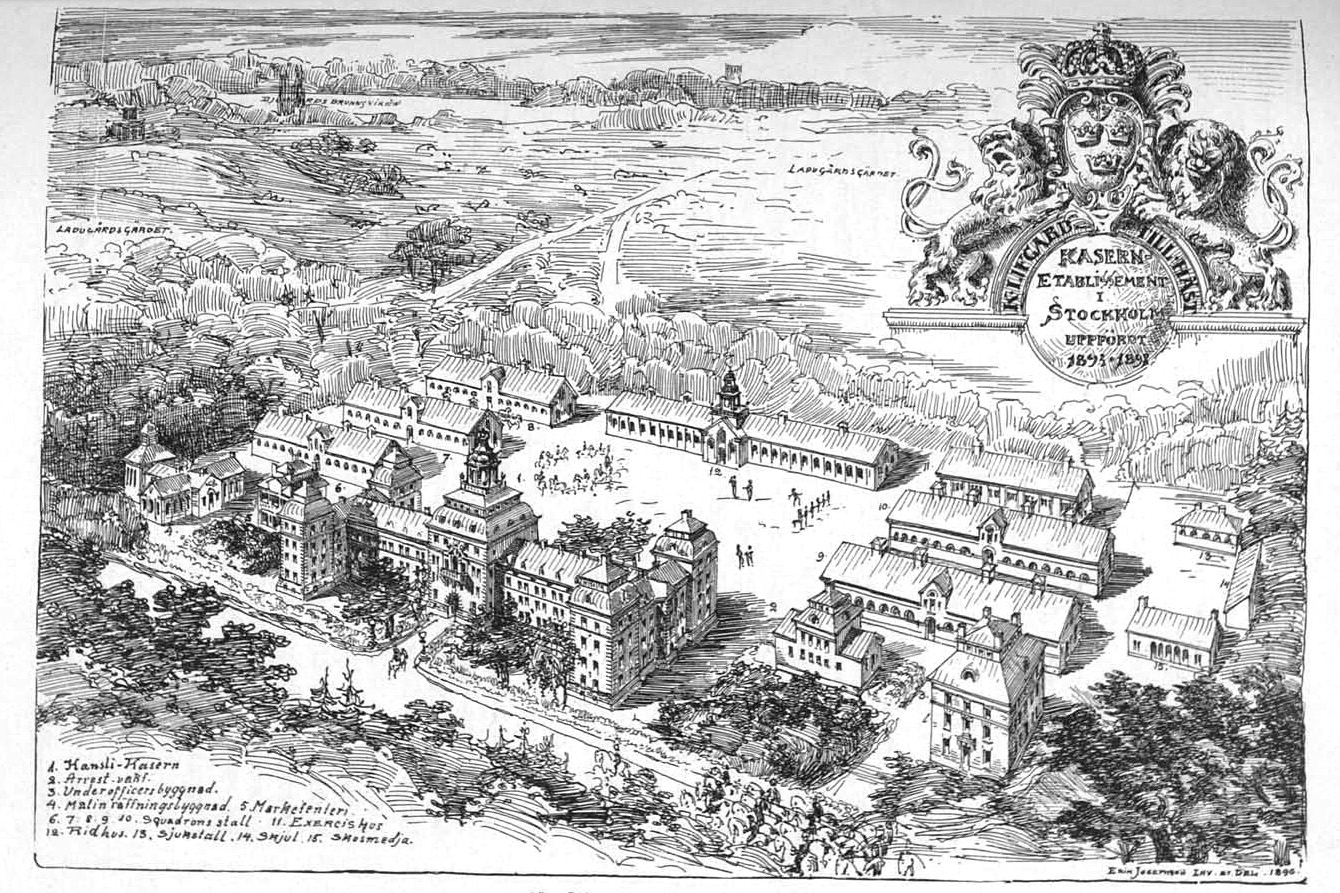
K 1 i perspektivskiss.
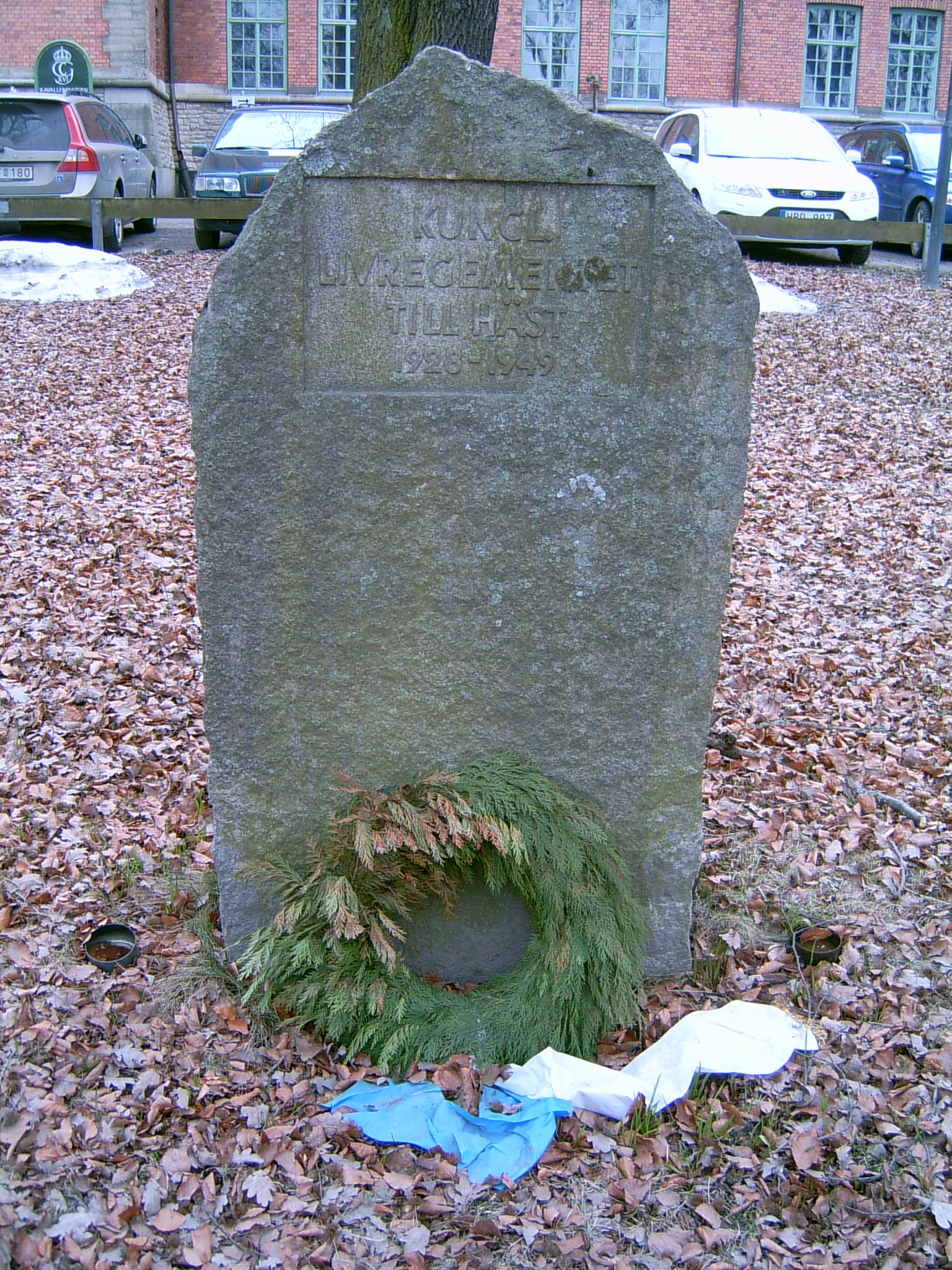
Minnessten för Livregementet till häst (K 1) vid Lidingövägen i Stockholm. Texten lyder: "KUNGL. LIVREGEMENTET TILL HÄST 1928-1949."
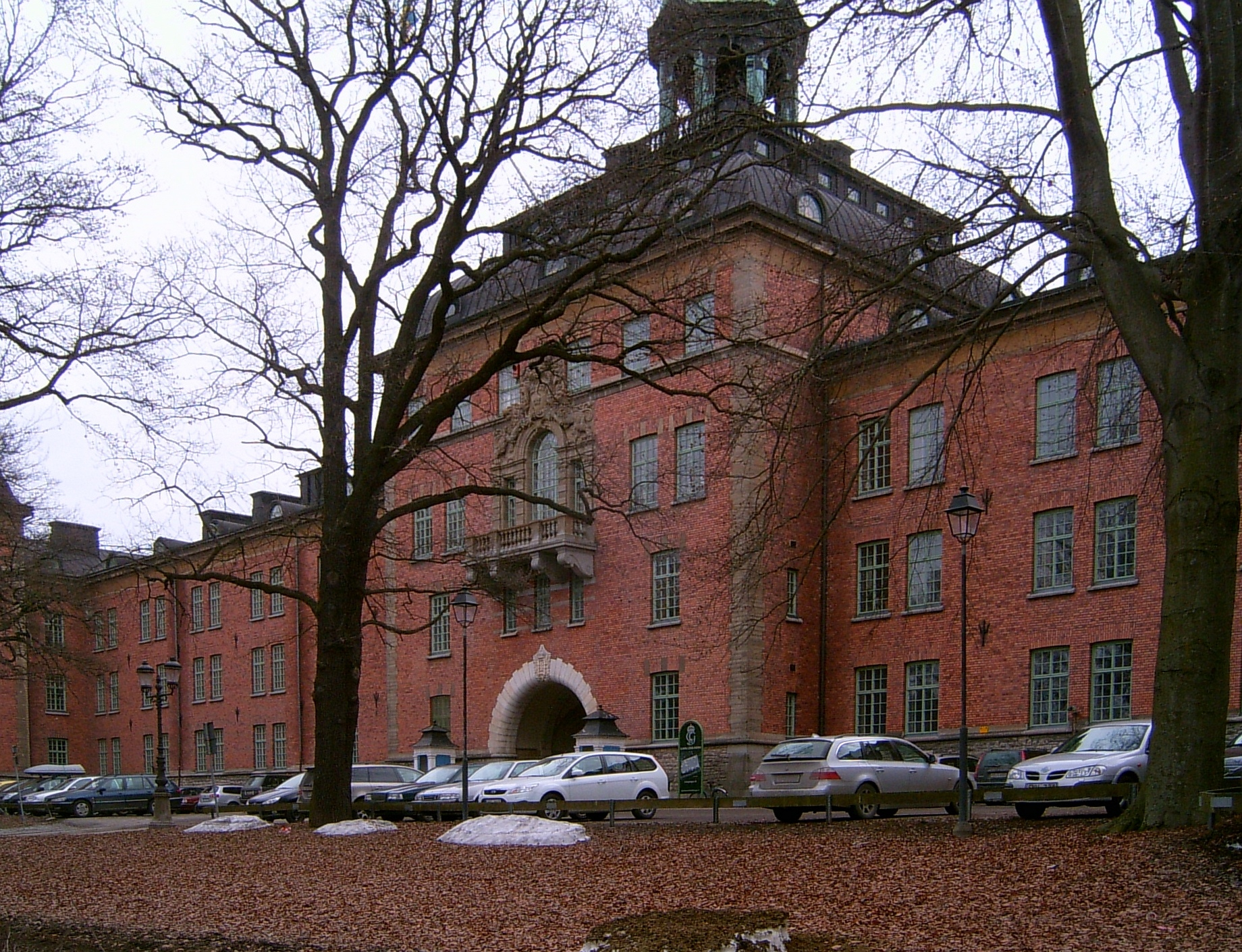
Livregementet till hästs kasern på Lidingövägen.
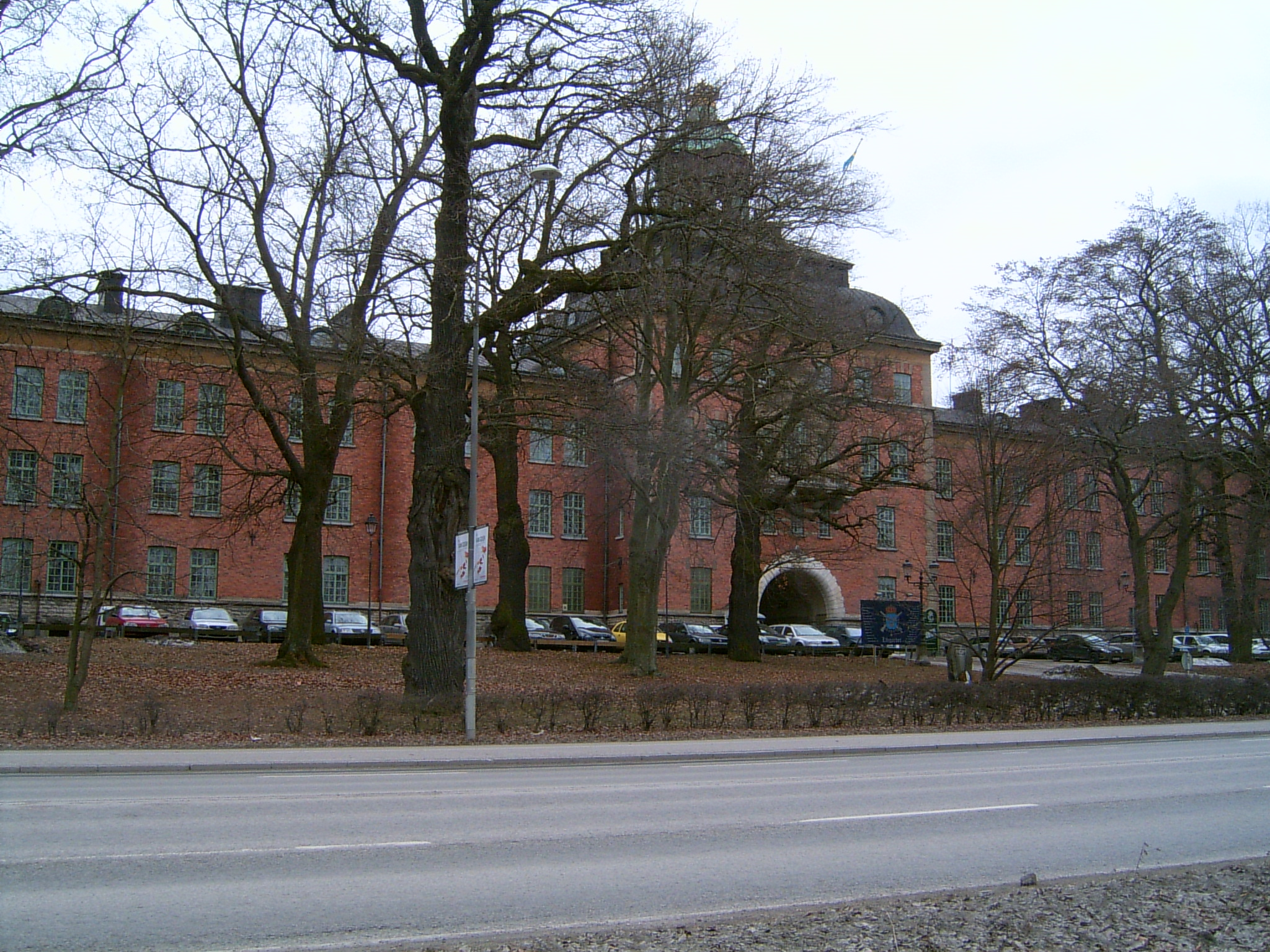
Livregementet till hästs kasern på Lidingövägen.